# 井上奈美
井上 奈美（いのうえ なみ、1981年8月22日 - ）は、茨城県出身の女性ファッションモデル。
所属事務所はAGAPE management。香港でも活動中。

## 人物
- 趣味：音楽鑑賞、読書、睡眠。

## 出演

### 雑誌
- PINKY（集英社）専属モデル